# Itililig
Itililig (auf manchen Karten: Gole) ist ein osttimoresischer Ort im Suco Deudet (Verwaltungsamt Lolotoe, Gemeinde Bobonaro). Das Dorf liegt im Osten der Aldeia Gole, auf einer Meereshöhe von 1092 m, auf dem Bergzug des Lolo Curu (1043 m). Unterhalb des Dorfes liegt westlich das Tal des Flusses Foura.
Von Nordwesten her verbindet eine Überlandstraße Itililig mit dem Dorf Ozo (Suco Lontas). Südlich von Itililig teilt sich die Straße in zwei kleinere auf. Weiter im Süden liegt an ihr das Dorf Deudet, mit dem Sitz des Sucos. An der Straße, die nach Osten führt, ist der nächste Ort die kleine Siedlung Raimea (Suco Opa).